# Julián Domínguez
Julián Andrés Domínguez (Chacabuco, 24 de noviembre de 1963) es un político y abogado argentino, dirigente del peronismo bonaerense con vasta trayectoria en los gobiernos nacionales de Carlos Menem, Eduardo Duhalde, Cristina Fernández y Alberto Fernández, y en la gobernación bonaerense de Carlos Ruckauf. Ocupó varios cargos, tanto en el poder ejecutivo como en el legislativo nacional y por la provincia de Buenos Aires. Durante la gestión de Menem cumplió funciones en los ministerios de Salud, Interior y en la Jefatura de Gabinete. Fue ministro de Agricultura, Ganadería y Pesca de la Nación desde 2021 hasta su renuncia el 28 de julio de 2022 luego de la unificación de dicho ministerio con el Ministerio de Economía. Domínguez ya había ocupado aquel cargo durante la gestión de Cristina Fernández de Kirchner entre 2009 y 2011.
Tras triunfar en las elecciones nacionales en 2011 como diputado nacional por la provincia de Buenos Aires en la lista del Frente para la Victoria, fue elegido diputado nacional por el distrito de Buenos Aires y fue elegido para presidir la Cámara de Diputados, convirtiéndose así en el cuarto lugar en la línea de sucesión presidencial.

## Carrera
Nació en Chacabuco y realizó sus estudios en la Escuela Agrotécnica San Isidro Labrador, donde su madre se desempeñaba como portera, y posteriormente, en 1983 se trasladó a Buenos Aires, donde estudió Abogacía. En 2013, luego de diversos postergares por su actividad política, se recibió de abogado en la Universidad de Buenos Aires.
Su primer cargo público fue el de Director Ejecutivo del Instituto Nacional de la Juventud, dependiente del Ministerio de Salud y Acción Social de la Nación, en el que se desempeñó entre 1990 y 1993. Posteriormente, se desempeñó como Jefe de Gabinete del Instituto Previsión Social de la Nación entre 1989 y 1990. En paralelo a su actividad pública, ocupó el cargo de Secretario Ejecutivo Organización Iberoamericana de la Juventud (OIJ) entre 1990 y 1993.
Entrada la década de 1990, Domínguez se desempeñó como funcionario del Ministerio del Interior de la República Argentina, como Jefe de Gabinete de Asesores entre 1993 y 1994. Más adelante, en 1995, fue elegido intendente de su ciudad natal, Chacabuco, cargo que desempeñó hasta 1999 cuando asumió como ministro de Obras Públicas bonaerense, cargo que ocupó hasta el 2002. En el 2003 fue electo por primera vez como diputado provincial, aunque finalmente no asumió su banca, ya que ocuparía funciones en el poder ejecutivo nacional.
Regresó al PEN durante la presidencia de Néstor Kirchner en 2003, cumpliendo funciones en la Jefatura de Gabinete de Ministros como Secretario de Gabinete y Relaciones Parlamentarias con Alfredo Atanasof de Jefe de Gabinete, y en el Ministerio de Defensa de la Nación como Secretario de Asuntos Militares.

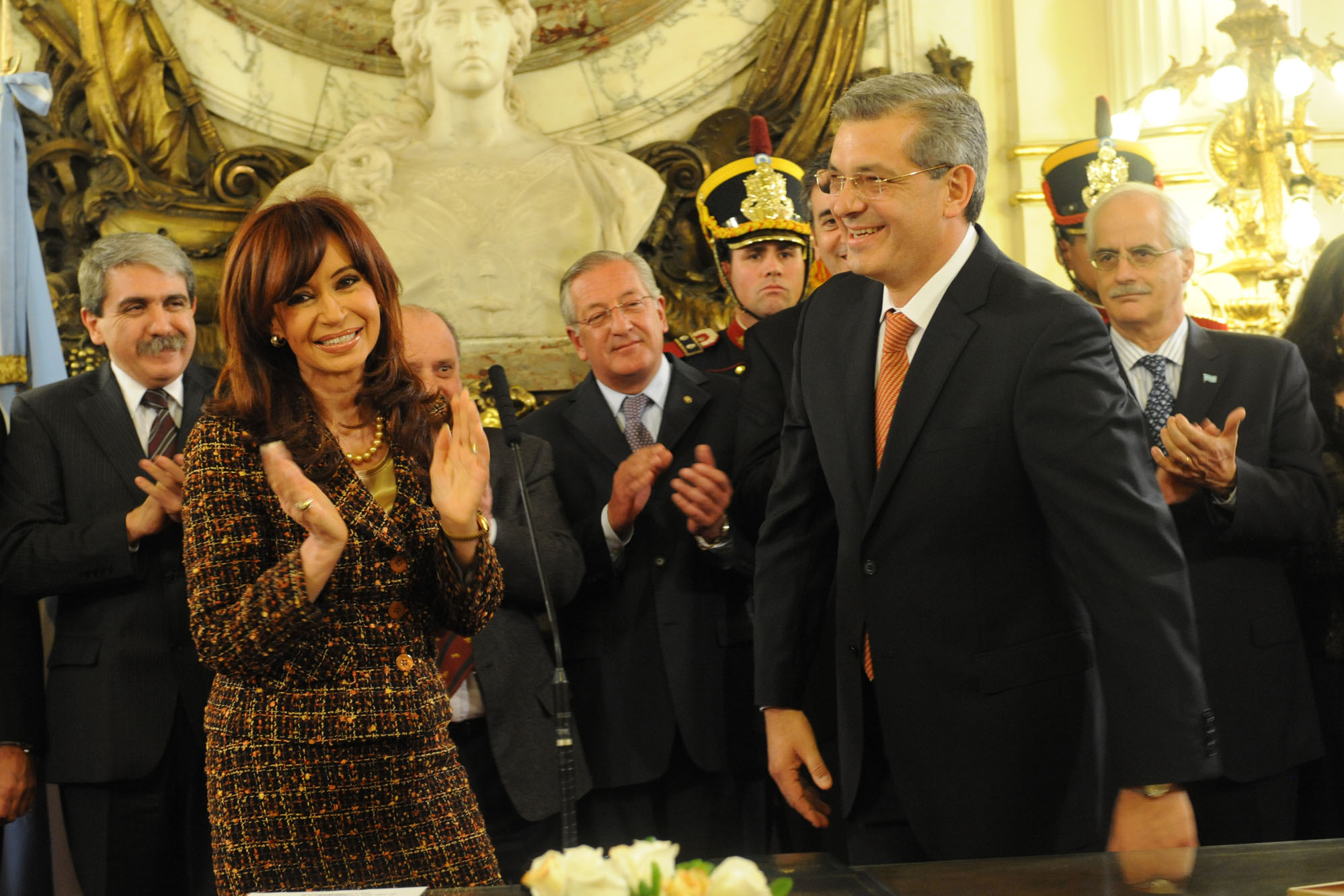
Jura de Julián Domínguez como Ministro de Agricultura en 2009

En el 2003 fue electo, por segunda vez, y esta vez asumiendo de manera efectiva, como diputado provincial en la provincia de Buenos Aires por el Frente para la Victoria, siendo reelecto en el 2007, banca que finalmente dejó en 2009 para asumir como ministro en octubre. En su paso como diputado provincial, se desempeñó como Vicepresidente del bloque del Partido Justicialista entre 2007 y 2009. 
En 2005 durante la elección por la senaduría por Buenos Aires fue jefe de campaña de Hilda "Chiche" Duhalde contra Cristina de Kirchner quien finalmente resultó elegida.
El 1 de octubre de 2009 la presidenta Cristina Fernández de Kirchner designó a Domínguez como Ministro de Agricultura; mantuvo dicho cargo hasta la finalización del primer mandato presidencial, luego de lo cual asumió su banca como diputado nacional tras resultar electo en 2011 para dicho cargo. La Cámara de Diputados de la Nación Argentina lo designó como presidente de la misma, lo que lo convirtió, de acuerdo a la Constitución de la Nación Argentina en el 3° lugar de la sucesión presidencial en caso de acefalía, luego del vicepresidente y el presidente provisional del Senado. desde el cual impulsó el Plan Rector de Intervenciones Edilicias (PRIE), que comenzó en 2012 para restaurar el Palacio del Congreso nacional. Impulsó la restauración, después de casi veinte años a puertas cerradas y con un alarmante deterioro físico, del edificio de la Confitería el Molino.
Volvió al Ministerio de Agricultura de la Nación cuando es designado como tal por el presidente Alberto Fernández, en reemplazo de Luis Basterra en septiembre de 2021. Abandonó el cargo cuando el ministerio fue disuelto e integrado como secretaría con la asunción de Sergio Massa como Ministro de Economía en julio de 2022.